# Prioziórnaia
Prioziórnaia (en rus: Приозëрная) és un poble de l'óblast de Kurgan, a Rússia, que en el cens del 2010 tenia 104 habitants. Pertany al districte de Tselínnoie.